# Fertrève
Fertrève ist eine französische Gemeinde mit 92 Einwohnern (Stand: 1. Januar 2022) im Département Nièvre in der Region Bourgogne-Franche-Comté. Die Gemeinde gehört zum Arrondissement Nevers und zum Kanton Guérigny. 

## Geografie
Fertrève liegt etwa 28 Kilometer ostsüdöstlich von Nevers in Zentralfrankreich. Umgeben wird Fertrève von den Nachbargemeinden Tintury im Norden, Biches im Nordosten, Montigny-sur-Canne im Osten und Südosten, Diennes-Aubigny im Süden, Ville-Langy im Südwesten, Anlezy im Westen sowie Frasnay-Reugny im Nordwesten.

## Bevölkerungsentwicklung
| Jahr                       | 1962 | 1968 | 1975 | 1982 | 1990 | 1999 | 2006 | 2013 |
| Einwohner                  | 202  | 174  | 153  | 125  | 111  | 109  | 117  | 133  |
| Quellen: Cassini und INSEE |      |      |      |      |      |      |      |      |

## Sehenswürdigkeiten
- Kirche Saint-Symphorien